# Christian Natschläger
Christian Natschläger (* 1958 in Engelhartszell) ist ein österreichischer Designer, Zeichner und Plastiker.

## Leben und Wirken

Logo für den 2010 eröffneten Donausteig

Natschläger absolvierte die HTL für Maschinenbau in Linz. Danach studierte er in der Meisterklasse für Plastisches Gestalten Metall bei Helmuth Gsöllpointner an der Universität für künstlerische und industrielle Gestaltung Linz. Er  war dort später auch Lehrbeauftragter  und von 1991 bis 2004 Geschäftsführer einer Linzer Werbeagentur für Design, Werbung und PR, bis er sich schließlich 2005 selbständig machte. 
Sein Spezialgebiet ist die Entwicklung und das Design von  urbanen Verkehrsmitteln und Seilbahnen. Zahlreiche seiner Entwürfe wurden von den Unternehmen Carvatech, Doppelmayr/Garaventa-Gruppe, Leitner AG und Bartholet Maschinenbau AG, Flums, auch realisiert und sind weltweit in Einsatz.
Natschläger wohnt und arbeitet in Wilhering und produziert in seinem Atelier für Grafik und Produktdesign Entwürfe für diverse Bahnprojekte und Corporate Design für namhafte Produkte und Unternehmen im In- und Ausland.
Bereits für das erste Seilbahnprojekt, die Einseilumlaufkabine für Swoboda in Gmunden wurde 1989 vom Bundesministerium für wirtschaftliche Angelegenheiten die Auszeichnung für Gutes Design verliehen.

## Design urbaner Verkehrsmittel und Seilbahnen

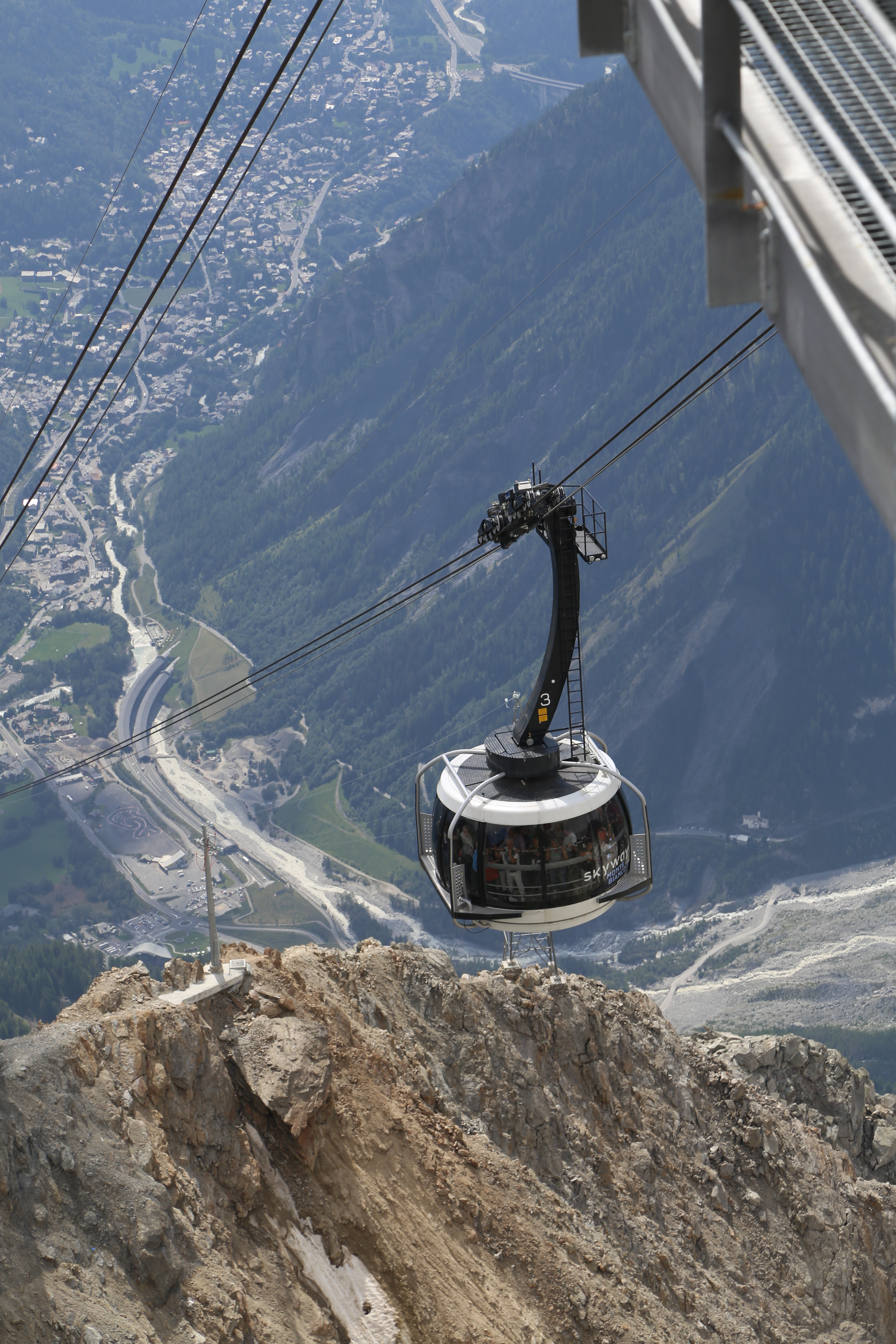
Skyway Monte Bianco, Courmayeur, Italien (2015)

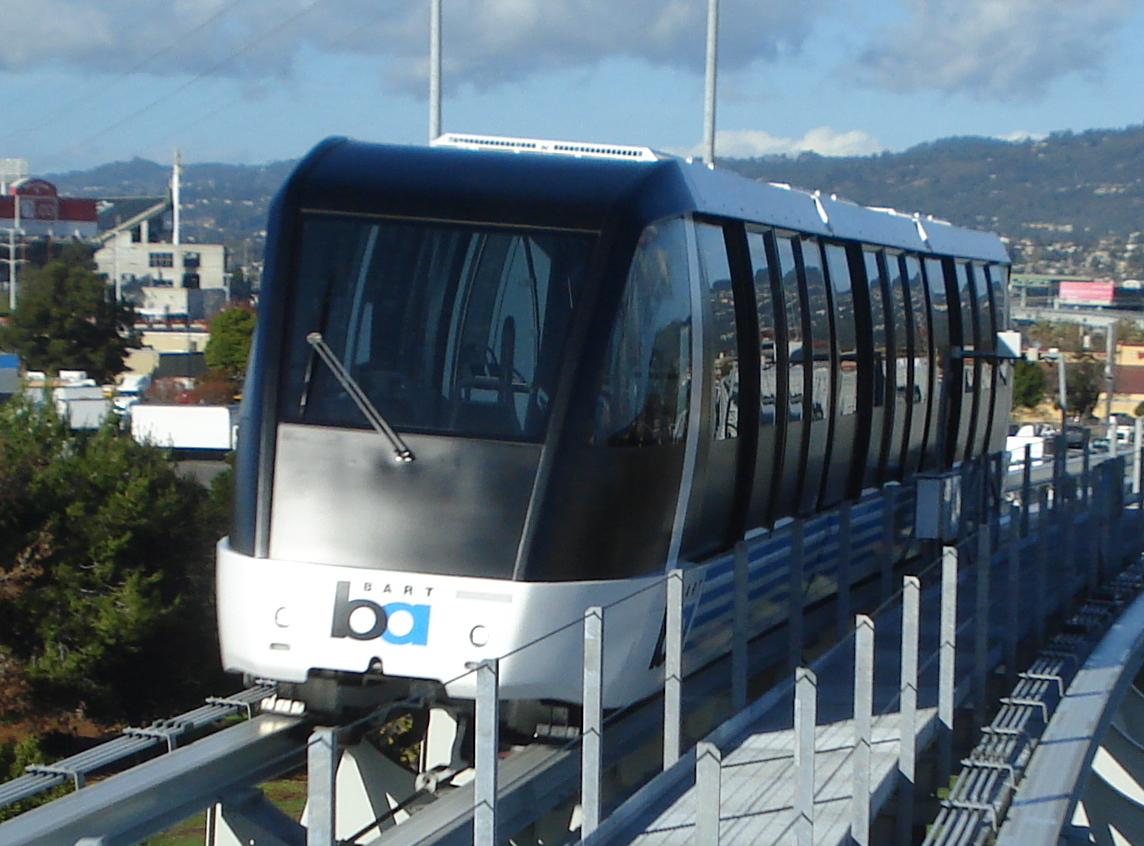
Coliseum-Oakland International Airport line (2014)

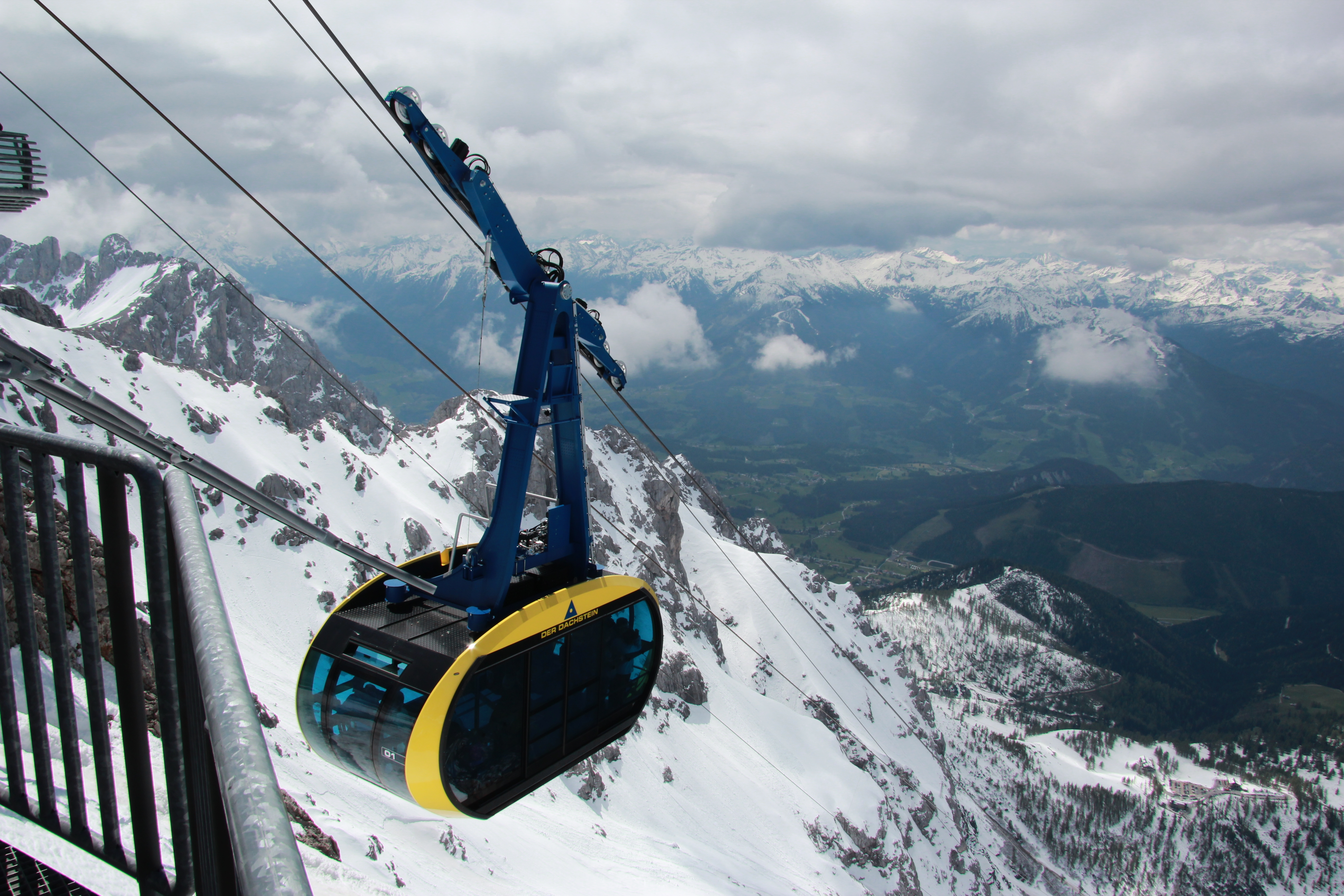
Dachsteinsüdwandbahn (2013)

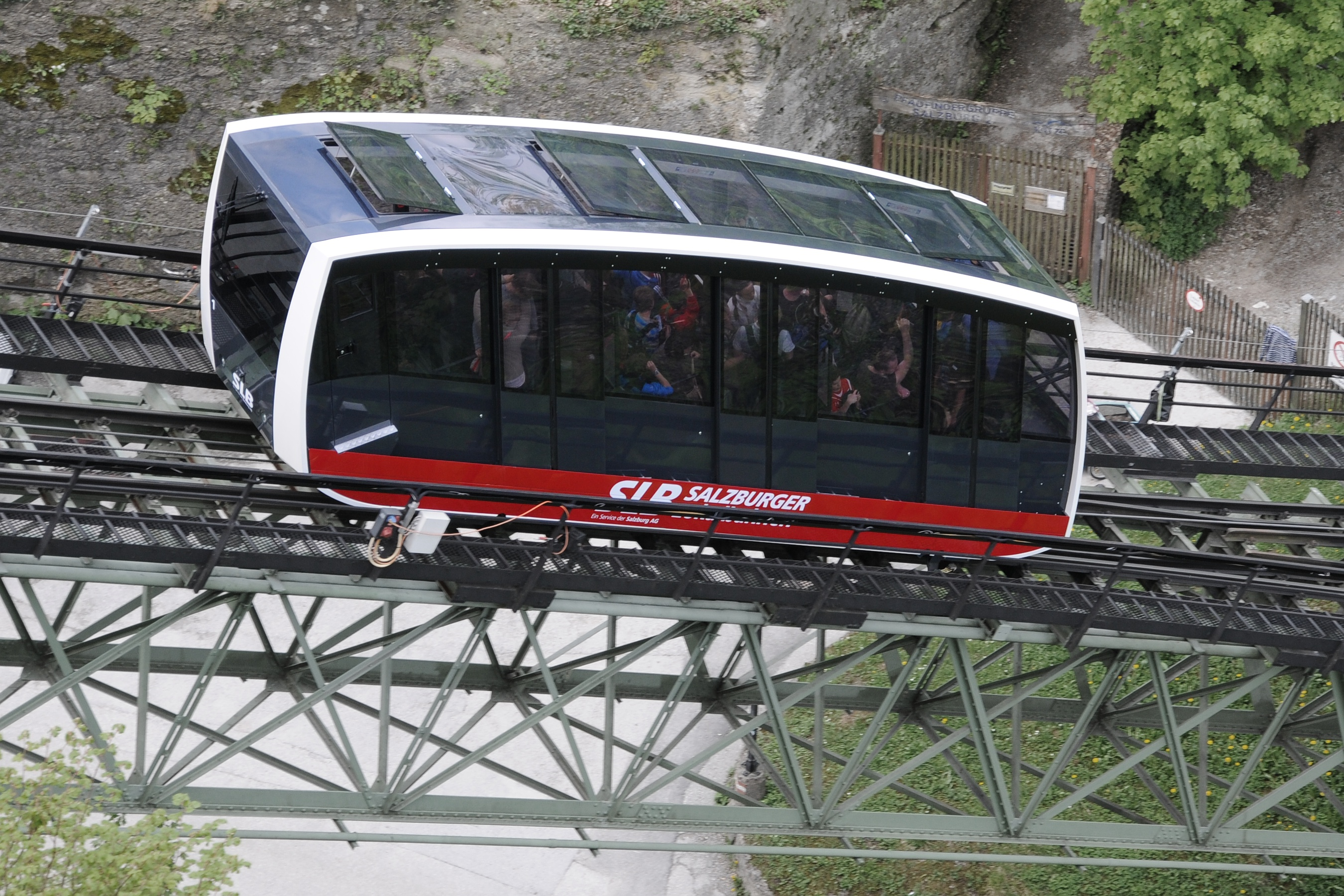
Salzburger Festungsbahn-Wagen (2011)

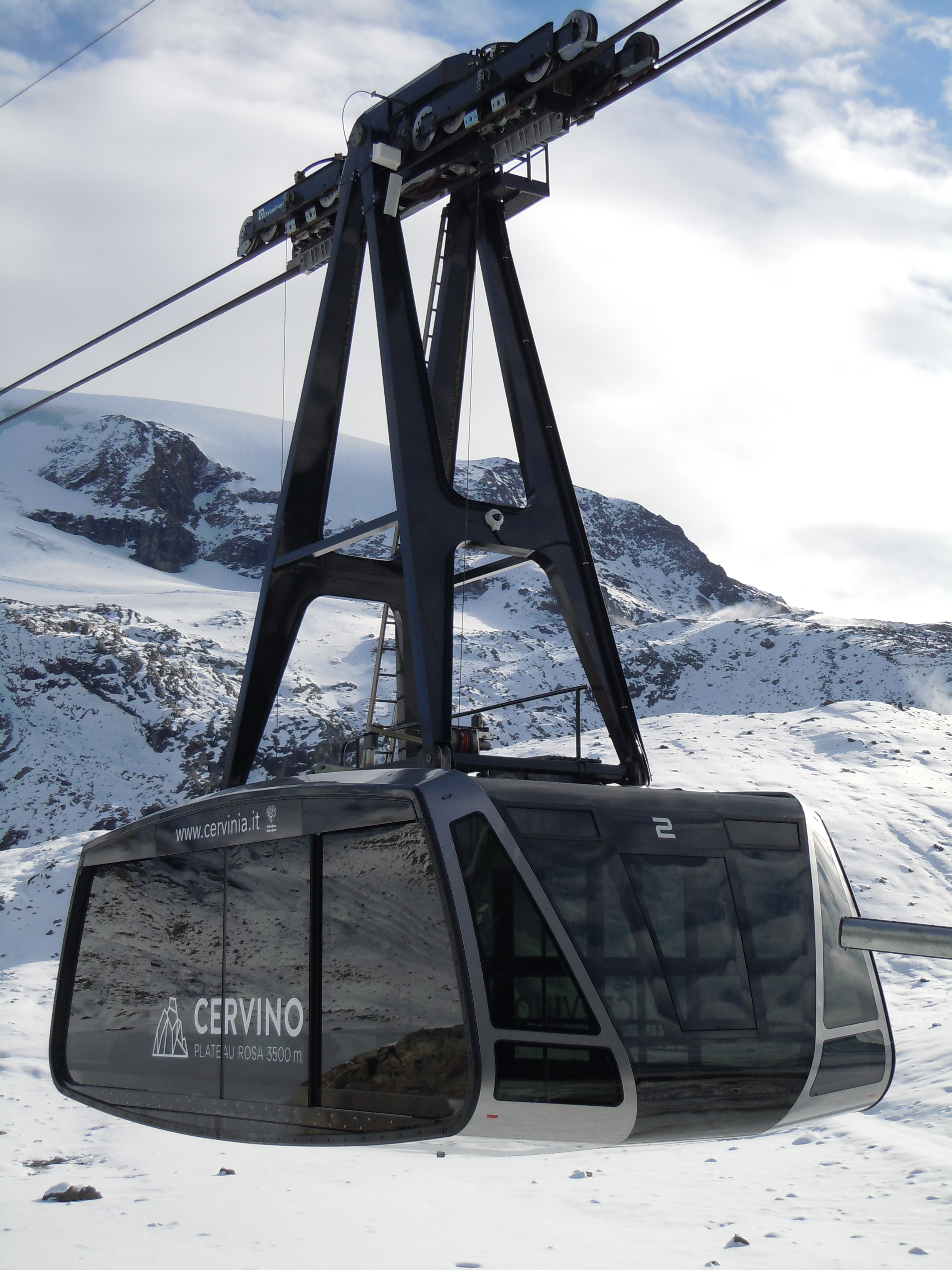
Seilbahn Cervinia, Italien (2011)

- Luftseilbahn Wengen–Männlichen, Wengen, Männlichen, Schweiz, (2017)
- Untersbergbahn, Salzburg, (2017)
- Tschuggen-Express, Arosa, Schweiz, (2017)
- Cable Liner Shuttle für Flughafen Moskau-Scheremetjewo, Moskau, Russland, (2017)
- Seilbahn Vöran, Vöran, Südtirol, Italien, (2017)
- Funicolare di Verona, Verona, Italien, (2017)
- Rauriser Waldalmbahn C10, Rauris, Österreich, (2017)
- Luftseilbahn Jochbahn Seefeld, Seefeld, Österreich, (2017)
- Seilbahn Lech-Oberlech, Lech, Oberlech, Österreich, (2017)
- Funivia di San Marino, San Marino, (2016)
- Skyway Montebianco, Courmayeur, Italien, (2015)[3]
- Funifor Alba Col dei Rossi, Italien, (2015)
- Pendelbahn Sass Pordoi, Italien, (2015)
- Standseilbahn Sprungschanze Falun, Falun, Schweden (2015)
- Oakland Airport Connector, Oakland, USA (2014)
- Rocca di Papa, Italien (2014)
- Cabletren Bolivariano, Caracas, Venezuela, (2013)
- Dachstein Südwand Seilbahn, Österreich, (2013)
- Gipfelbahn Hochwurzen, Österreich, (2013)
- Gemmibahn Leukerbad, Schweiz, (2012)
- Festungsbahn Salzburg, Salzburg, Österreich (2011)
- Seilbahn Cervinia, Italien, (2011)
- Karwendelbahn, Mittenwald, Deutschland, (2011)
- Seilbahn Corvatsch/Furtschellas, Schweiz, (2008)
- Funifor Vacalda Zoncolan, Italien, (2007)
- Hungerburgbahn, Innsbruck, Österreich, (2007)
- Dachstein Welterbe Seilbahn Krippenstein, Österreich, (2007)
- Ahornbahn, Mayrhofen, Tirol, Österreich, (2006)
- Nordkettenbahn, Innsbruck, Österreich, (2004)
- Heidelberger Bergbahn, Heidelberg, Deutschland
- Minimetrò Perugia, Italien, (2001)
- Monte Baldo Seilbahn, Malcesine, Italien, (2001)
- Festkogelbahn Hochgurgl, Österreich, (1989)
- Grünbergseilbahn, Gmunden, Österreich, (2014)

## Corporate Design und Grafik
- Weitwanderweg Donausteig (2010)
- Gesamtösterreichischer Donauradweg (2015)
- Konzertreihe des Vereins Musica Saccra (2013/2014)
- Mittelschule Eferding Nord

## Zeichnung und Skulptur
- Modell des Francisco-Carolinum in Linz, 1987
- Metallskulptur Schöne Linzerin, Studienarbeit in Silber, Schleudergussverfahren,